# Maternus von Mailand

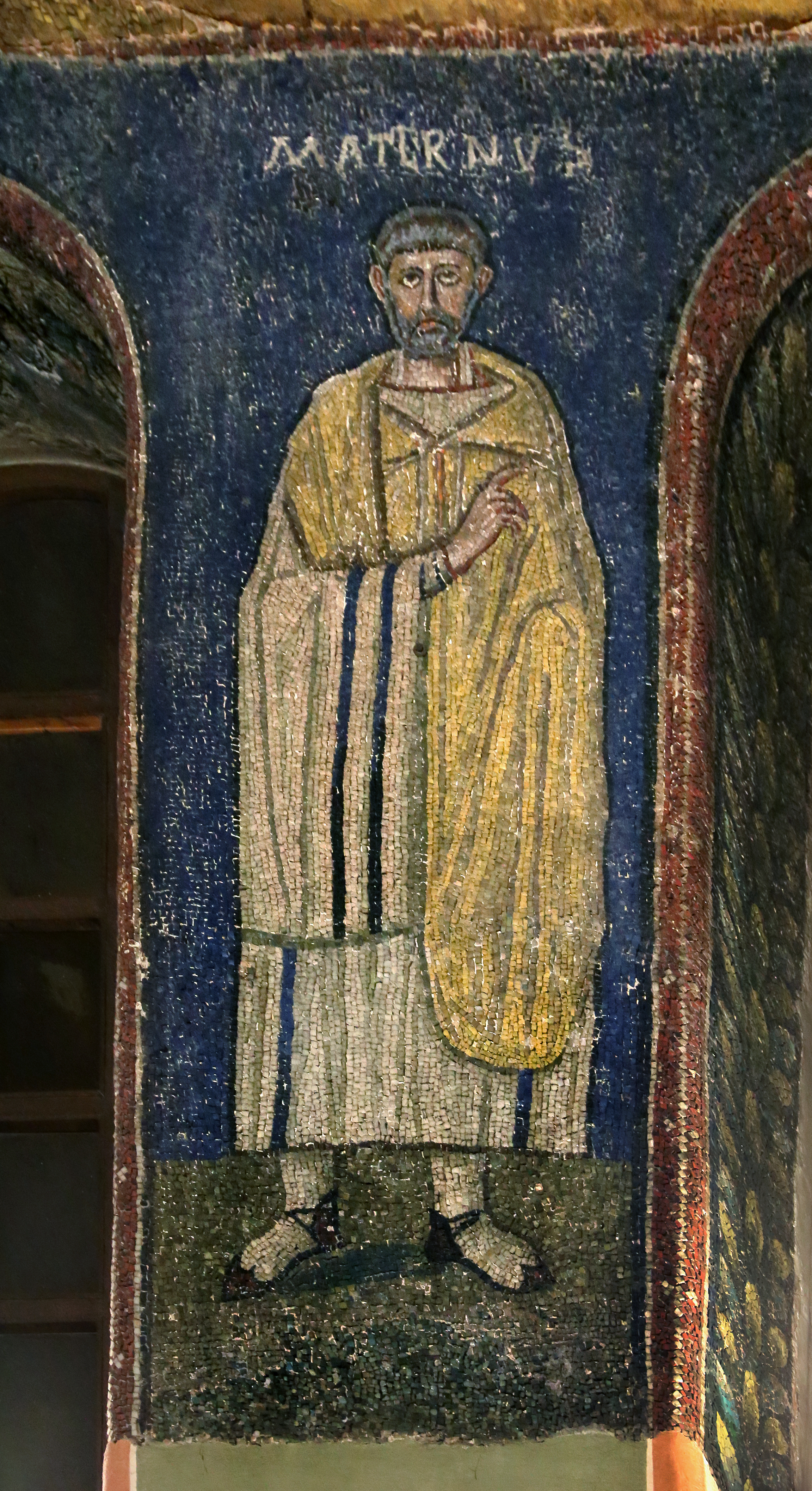
Fiktives Bild des Maternus aus der Kapelle San Vittore in Ciel d’oro (5. Jahrhundert)

Maternus (* wohl im 3. Jahrhundert in Mailand; † 18. Juli, vielleicht 328 ebenda) war Bischof von Mailand in der ersten Hälfte des 4. Jahrhunderts.

## Leben
Es gibt keine zeitgenössischen historischen Dokumente über den Mailänder Bischof Maternus. Auf der Grundlage der Daten seines Vorgängers Mirokles und seines Nachfolgers Protasius kann sein Episkopat in eine unbestimmte Zeit nach 314 und vor 342 gelegt werden.
Die älteste bildliche Darstellung des Maternus ist ein Mosaik aus der Kapelle San Vittore in Ciel d’oro an der Kirche Sant’Ambrogio in Mailand, das auf das Ende des 5. Jahrhunderts datiert wird, wo der Heilige mit Bart und mit einer Dalmatik bekleidet zwischen den Heiligen Nabor und Felix dargestellt wird.
Das Martyrologium Romanum führt ihn unter dem 18. Juli auf. Karl Borromäus nahm 1571 eine persönliche Untersuchung der Maternus-Reliquien vor.